# 691년

## 연호
- 무주(武周) 천수(天授) 2년

## 기년
- 무주(武周) 측천황제(則天皇帝) 2년
- 신라(新羅) 신문왕(神文王) 11년

## 문화
- 성전산의 황금돔 사원 완공

## 탄생
- 신라의 33대 국왕 성덕왕